# Jay-Jay Johanson
Jäje Johansson, conegut amb el nom artístic de Jay-Jay Johanson, és un cantant i compositor nascut l'11 d'octubre de 1969 a Trollhättan (Västra Götaland), Suècia.
A l'edat de set anys va començar a estudiar en un conservatori musical, on va aprendre a tocar el piano i, als nou anys, també el clarinet i el saxòfon. Durant la seva joventut, va compaginar els seus estudis de disseny amb la seva feina de discjòquei.
L'any 1996, en plena efervescència del Trip hop, publicà el seu primer àlbum titulat Whiskey, profundament influenciat per grups com Portishead, utilitzant l'scratch i les orquestracions de caràcter cinematogràfic propis del gènere. Per la seva característica forma de cantar, se'l vinculava també amb els 'crooners' dels anys 50. Amb aquest disc va començar a tenir èxit a França, tot i que, actualment, la seva música és molt apreciada en llocs tan diversos com Rússia, Turquia, Espanya, Portugal, Mèxic i Xina.
Pel següent disc, titulat Tattoo (1998), es va inspirar en sonoritats més properes al Jazz -concretament, a Chet Baker- i a la Bossa Nova.
El seu tercer treball, Poison, va ser publicat l'any 2000, un personalíssim homenatge a Alfred Hitchcock, tant per les imatges i la portada del disc -que evoquen a Psicosi (pel·lícula de 1960)- com per la música, amb la qual creà atmosferes de misteri i d'incertesa que recorden a aquelles que Bernard Herrmann va crear per a les pel·lícules dirigides pel realitzador britànic.
Després de realitzar la seva primera intervenció al cinema, realitzant la banda sonora de La confusion des genres (la següent seria el 2008, any en què va realitzar la banda sonora de La troisième partie du monde), Jay-Jay Johanson, l'any 2002, amb una nova imatge -andrògina i neo-punk- i de la mà de Funkstörung com a productors, presentà el seu següent treball, Antenna, que va sorprendre a aquells qui l'havien anat escoltant des dels seus inicis, però li va donar l'oportunitat d'arribar a un públic més ampli, ja que el disc destil·lava un aire tecno-pop amb ritmes i sons propis dels anys 80 (Electroclash) que li va permetre poder sonar a les pistes de ball i a les ràdio fórmules.
L'any 2004 va aparèixer Prologue: Best of the Early Years 1996-2002, un disc recopilatori que també conté alguna cançó inèdita fins al moment, així com alguna nova versió de cançons anteriors.
Jay-Jay Johanson donà un altre gir a la seva música i, l'any 2005 va publicar Rush, un disc que també podem catalogar de pop electrònic, amb claríssimes influències de grups musicals com Daft Punk, entre d'altres.
Després de la freda acollida del disc anterior, l'artista suec tornà als seus orígens i, l'any següent, realitzà el treball on més es pot reconèixer al Jay-Jay Johanson dels inicis, amb les seves melodies més melanconioses: The Long Term Physical Effects Are Not Yet Known.
El músic i compositor accentuà el caire intimista de les seves lletres i realitzà Self-Portrait l'any 2008.
L'any 2011 va aparèixer Spellbound, un disc on la seva veu té el màxim protagonisme.
L'any 2013 es va publicar un altre disc recopilatori, Best of 1996-2013, que conté una nova cançó dedicada al seu admirat públic francès -"Paris"- i, a més, ha editat el seu últim treball discogràfic fins al moment, Cockroach.
Aquest any 2015 presenta nou disc, "Opium", on hi col·labora de nou Robin Guthrie -co-fundador de Cocteau Twins- a la cançó "Scarecrow" i amb qui ja havia treballat anteriorment gravant "She's Mine But Not Hers" al disc Tattoo (1998) i "Escape" i "Far Away" al disc Poison (2000).

## Discografia

### Àlbums
- Whiskey (1996)

1. "It Hurts Me So"
2. "So Tell The Girls That I Am Back In Town"
3. "The Girl I Love Is Gone"
4. "Skeletal"
5. "I'm Older Now"
6. "Extended Beats"
7. "Tell Me Like It Is"
8. "I Fantasize Of You"
9. "Mana Mana Mana Mana"

- Tattoo (1998)

1. "Even In The Darkest Hour"
2. "Quel Dommage"
3. "Murderans"
4. "Milan. Madrid. Chicago. Paris."
5. "Lychee"
6. "She's Mine But I'm Not Hers"
7. "Sunshine Of Your Smile"
8. "Jay-Jay Johanson"
9. "A Letter To Lulu-Mae"
10. "Sundden Death"
11. "I Guess I'm Just A Fool"
12. "Friday At Rex"
13. "The Sly Seducer"

- Poison (2000)

1. "Believe In Us"
2. "Colder"
3. "Keep It A Secret"
4. "Alone Again"
5. "Escape"
6. "Anywhere Anytime"
7. "Time Is Running Out"
8. "Poison"
9. "Humiliation"
10. "Suffering"
11. "Changed"
12. "75.07.05"
13. "Far Away"
14. "Whispering Words"
15. "Neon Lights" (Bonus edició francesa)
16. "Fire" (Deep Wood Wood Mix - Bonus edició francesa)

- Antenna (2002)

1. "On The Radio"
2. "Kate"
3. "Cookie"
4. "Déjà vu"
5. "Open Up"
6. "I Want Some Fun"
7. "Automatic Lover"
8. "Wonderful Combat"
9. "1984"
10. "Tomorrow"
11. "To Be Continued" (Hidden Track)

- Rush (2005)

1. "Rush"
2. "The Last Of The Boys To Know"
3. "Teachers"
4. "Mirror Man"
5. "100.000 Years"
6. "Forbidden Words"
7. "Because Of You"
8. "Another Nite Another Love"
9. "Rock It"
10. "I.O.U. My Love"

Limited Edition - CD 2
1. "Rush" (Acoustic Demo)
2. "Rock It" (Acoustic Demo)
3. "Another Nite Another Love" (Demo)
4. "Time Won't Heal"
5. "Ruby Emerald Sapphire Diamond"
6. "Because Of You" (Extended Version)
7. "Teachers" (Extended Version)
8. "Rush" (Video)

- The Long Term Physical Effects Are Not Yet Known (2006)

1. "She Doesn't Live Here Anymore"
2. "Time Will Show Me"
3. "Coffin"
4. "Rocks In Pockets"
5. "As Good As It Gets"
6. "Only For You"
7. "Jay-Jay Johanson Again"
8. "Breaking Glass"
9. "New Years Eve"
10. "Tell Me When The Party's Over / Prequiem"
11. "Peculiar"
12. "It Would Be Easy For Me To Say I'm Fine, But I'm Not" (Bonus edició francesa)
13. "The Shadow Bones" (Bonus edició francesa)

- Self-Portrait (2008)

1. "Wonder Wonders"
2. "Lightning Strikes"
3. "Autumn Winter Spring"
4. "Liar"
5. "Trauma"
6. "My Mother's Grave"
7. "Broken Nose"
8. "Medicine"
9. "Make Her Mine"
10. "Sore"

Deluxe Edition - CD 2
1. "Iron Drum"
2. "Waiting"
3. "Wonder Wonders" (Avant-Garden Remix)
4. "Liar" (Full Version)
5. "Broken Nose" (Detail)
6. "The Garden"
7. "Trauma" (Where Melancholy Sleeps Version)
8. "Wonder Wonders" (Alt Edit)
9. "Sore" (Instrumental Version)
10. "Wonder Wonders" (Video)

- Spellbound (2011)

1. "Driftwood"
2. "Dilemma"
3. "Shadows"
4. "On The Other Side"
5. "Suicide Is Painless"
6. "Monologue"
7. "Blind"
8. "The Chain"
9. "An Eternity"
10. "Spellbound"
11. "Out Of Focus"

Bonus Version - CD 2 - Looking Glass (New Acoustic Versions)
1. "The Girl I Love Is Gone"
2. "Far Away"
3. "Tomorrow"
4. "Only For You"
5. "Believe In Us"
6. "She Doesn't Live Here Anymore"
7. "The Thrill Is Gone"
8. "Wonder Wonders"
9. "Alone Again"
10. "My Mother's Grave"
11. "She's Mine But I'm Not Hers"
12. "I'm Older Now"

- Cockroach (2013)

1. "Coincidence"
2. "Mr Fredrikson"
3. "I Miss You Most of All"
4. "Orient Express"
5. "Hawkeye"
6. "Dry Bones"
7. "Antidote"
8. "The Beggining of the End of Us"
9. "Forgetyounot"
10. "Insomnia"
11. "Laura"

- Opium (2015)

1. "Drowsy/Too Young Too Say Good Night"
2. "Moonshine"
3. "Be Yourself"
4. "I Love Him So"
5. "NDE"
6. "I Don't Know Much About Loving"
7. "Scarecrow"
8. "I Can Count On You"
9. "Alone Too Long"
10. "Harakiri"
11. "Celebrate The Wonders"

### Recopilacions
- Prologue: Best of the Early Years 1996-2002 (2004)

1. "So Tell The Girls... 2004"
2. "Automatic Lover"
3. "On The Radio"
4. "Kate"
5. "Rescue Me Now"
6. "Suddenly"
7. "My Way"
8. "Keep It A Secret"
9. "Believe In Us"
10. "Far Away"
11. "Two Fingers"
12. "Milan. Madrid. Chicago. Paris."
13. "She's Mine But I'm Not Hers"
14. "It Hurts Me So"
15. "I'm Older Now"
16. "So Tell The Girls That I'm Back In Town"

- 3 Original Album Classics - Tattoo, Poison & Antenna (2009)
- Best of 1996-2013 (2013)

1. "It Hurts Me So" (Radio Edit)
2. "So Tell The Girls That I Am Back In Town" (Radio Edit)
3. "The Girl I Love Is Gone"
4. "Milan, Madrid, Chicago, Paris" (Radio Edit)
5. "She's Mine But I'm Not Hers"
6. "Keep It A Secret"
7. "Believe In Us"
8. "Far Away" (Radio Edit)
9. "On The Radio" (Demo Recording)
10. "Tomorrow" (Version II)
11. "Rush" (Radio Edit)
12. "Because Of You"
13. "She Doesn't Live Here Anymore"
14. "Rocks In Pockets" (Radio Edit)
15. "Only For You"
16. "Wonder Wonders" (Single Edit)
17. "Lightning Strikes" (Single Edit)
18. "Dilemma"
19. "On The Other Side"
20. "Paris" (Full Album Version)

### Bandes sonores
- La confusion des genres - banda sonora de La confusion des genres - (2000)

1. "Introduction"
2. "La Confusion Des Genres Theme" (Vocal Version)
3. "Stiletto"
4. "End Theme (Alone Again Remix 2)"
5. "Babette"
6. "Seven Inch"
7. "Haircut Suicide"
8. "La Confusion Des Genres Theme"
9. "Lullaby"

- La troisième partie du monde - Maxi-Single Promo de la banda sonora de La troisième partie du monde (2008)

1. "Liar Demo Percu"
2. "Liar Piano Version"
3. "Lightning Strikes"
4. "The Garden"
5. "Wonder Wonders"

### Senzills
- It Hurts Me So (1996)

1. "It Hurts Me So"
2. "It Hurts Me So" (Kareokee Version)

- So Tell the Girls That I Am Back In Town (1996)

1. "So Tell the Girls That I Am Back In Town" (Radio Edit)
2. "So Tell the Girls That I Am Back In Town" (Original Version)

- Mana Mana Mana Mana (1997)

1. "Mana Mana Mana Mana" (Bangbang Remix)
2. "It Hurts Me So" (Live Version)

- Jay-Jay Goes Live - Maxi-Single Promo (1998)

1. "Milan. Madrid. Chicago. Paris." (Live)
2. "Mana Mana Mana Mana" (Live)
3. "I'm Older Now" (Live)

- She's Mine But I'm Not Hers - Maxi-Single (1998)

1. "She's Mine But I'm Not Hers" (Album Version)
2. "She's Mine But I'm Not Hers" (Remix By Cherno)
3. "She's Mine But I'm Not Hers" (Remix By Robin Guthrie)
4. "She's Mine But I'm Not Hers" (Live Version)

- Milan. Madrid. Chicago. Paris (1998)

1. "Milan. Madrid. Chicago. Paris." (Radio Edit)
2. "Milan. Madrid. Chicago. Paris." (Original Version)

- Keep It a Secret - Maxi-Single (2000)

1. "Keep It a Secret" (Radio Edit)
2. "Keep It a Secret" (Remix - A Tribute To Venus & Serena)
3. "Alone Again" (Radio Edit)
4. "Alone Again" (Remix - An Arthur Ashe Experience)

- Believe in Us - Maxi-Single (2000)

1. "Believe In Us" (Album Version)
2. "Believe In Us" (Trip Listenig Mix)
3. "Believe In Us" (Believe In Trance Mix)
4. "Believe In Us" (Piano Mix)

- Automatic Lover - Maxi-Single (2002)

1. "Automatic Lover" (Album Version)
2. "Automatic Lover" (Extended Version)
3. "On The Radio" (Martin Landquist Remix 2002)
4. "Automatic Lover" (Acapella)

- On the Radio - Maxi-Single (2002)

1. "On The Radio" (Radio Edit)
2. "On The Radio" (Fu-Tourist Remix)
3. "On The Radio" (Extended Version)
4. "I Want Some Fun" (The Golden Pudel Mix By Funkstörung)

- So Tell the Girls... 2004 - Maxi-Single (2004)

1. "So Tell The Girls"
2. "So Tell The Girls" (Extended Version)
3. "Suddenly"
4. "Family Tree"

- 100.000 Years - Promo (2005)

1. "100.000 Years" (New Version)

- Rush - Maxi-Single (2005)

1. "Rush"
2. "Rush" (Acoustic Demo)
3. "Time Won't Heal"
4. "Rush" (Original Version)

- Because of You (2005)

1. "Because of You"
2. "Because of You" (Extended Version)

- She Doesn't Live Here Anymore - Maxi-Single (2006)

1. "She Doesn't Live Here Anymore"
2. "False Alarm"
3. "She Doesn't Live Here Anymore" (Reversed Remix)
4. "Only For You" (Remix)

- Rocks in Pockets (2007)

1. "Rocks in Pockets" (Radio Edit)
2. "Rocks in Pockets" (Director's Cut)

- Wonder Wonders - Promo (2008)

1. "Wonder Wonders" (Radio Edit)

- Lightning Strikes - EP (2009)

1. "Lightning Strikes"
2. "Waiting"
3. "Iron Drum"
4. "Sore" (Instrumental)

- On The Other Side (2011)

1. "On The Other Side"

- Dilemma (2011)

1. "Dilemma"
2. "The Thrill Is Gone" (Acoustic 2011 Version)

- Dry Bones - EP (2013)

1. "Dry Bones"
2. "Mr Fredrikson" (Radio Edit)
3. "Mr Fredrikson" (C2CRMX)
4. "Hidden Operators Voodoo on Mr Fredrikson"
5. "Mr Fredrikson" (Erik Jansson Piano Version)

- Mr Fredrikson - EP (2013)

1. "Mr Fredrikson" (Radio Edit)
2. "Mr Fredrikson" (C2CRMX)
3. "Hidden Operators Voodoo on Mr Fredrikson"
4. "Mr Fredrikson" (Erik Jansson Piano Version)

- I Miss You Most Of All (2013)

1. "I Miss You Most Of All" (Single Edit)
2. "Paris" (French Version)
3. "Hawkeye" (Extended Version)

- Moonshine - EP (2015)

1. "Moonshine"
2. "Capricorn"
3. "By This River" (Brian Eno Cover)
4. "Laura" (Bat For Lashes Cover)
5. "Moonshine Timmy Timmid Remix"

- Moonshine (Joakim Absolut Remix) (2015)

1. "Moonshine" (Joakim Absolut Remix)

### Col·laboracions
- "Two Fingers" a Je T'aime Je T'aime (1998) de Bangbang
- "Marble House" a Silent Shout (2006) de The Knife
- "Give Up The Ghost" a Tetr4 (2012) de C2C
- "The Mother We Share" a Elaine's Ghosts (2014) de Buffetlibre

### Covers (Versions de peces musicals d'altres artistes)
- "Neonlight" de Kraftwerk
- "Suicide is Painless" de Johnny Mandel i Mike Altman
- "Video Games" de Lana Del Rey
- "By This River" de Brian Eno
- "Laura" de Bat For Lashes

## Llibres
- Autopsy. The Complete Lyrics of Jay-Jay Johanson de Jäje Johansson (2008)

## Documentals
- Jay Jay Johanson de Michel Viotte (1999)